# Lilla Hudö
Lilla Hudö är en ö i Finland. Den ligger i Finska viken och i kommunen Lovisa i den ekonomiska regionen  Lovisa i landskapet Nyland, i den södra delen av landet. Ön ligger omkring 77 kilometer öster om Helsingfors.
Öns area är 36,5 hektar och dess största längd är 1,3 kilometer i nord-sydlig riktning. Ön höjer sig omkring 25 meter över havsytan.